# Championnats du monde de pentathlon moderne 2021
Navigation
Édition précédente Édition suivante
Les championnats du monde de pentathlon moderne 2021, 63e édition des championnats du monde de pentathlon moderne, ont lieu du 7 au 15 juin 2021 au Caire, en Égypte. Originellement attribués à la Biélorussie, ils lui sont retirés en raison de l'instabilité politique du pays et des pressions internationales.
Ces championnats sont l'occasion de gagner l'une des onze dernières places aux Jeux olympiques de 2020 chez les hommes comme chez les femmes, soit en obtenant une médaille individuelle, soit en assurant sa qualification par le biais du classement mondial. Les qualifications ne pouvant s'obtenir qu'individuellement, les pentathloniens non-qualifiés font largement l'impasse sur les relais pour augmenter leurs chances de bien figurer en individuel. D'autres, déjà qualifiés pour les Jeux, préfèrent faire l'impasse sur la compétition tout entière pour optimiser leur préparation olympique, comme par exemple Marie Oteiza ou toute l'équipe britannique, dont Kate French, Joseph Choong ou James Cooke.
Du fait de l'exclusion de la Russie par le Tribunal arbitral du sport (TAS) de toutes compétitions internationales jusqu'en décembre 2022 en raison d'un scandale de dopage d'État, les pentathloniens russes ne peuvent représenter officiellement leur pays. Ils participent donc de manière « neutre » à la compétition en représentant leur fédération sportive, la fédération russe de pentathlon moderne.

## Résultats

### Hommes
| Épreuve     | Or                                                      | Or                                      | Or                                      | Or                                      | Or                                      | Argent                                                       | Argent                                  | Argent                                  | Argent                                  | Argent                                  | Bronze                                             | Bronze                                  | Bronze                                  | Bronze                                  | Bronze                                  |
| Individuel  | Ádám Marosi                                             | 1 435 pts                               | 1 435 pts                               | 1 435 pts                               | 1 435 pts                               | FRPM Aleksandr Lifanov                                       | 1 426 pts                               | 1 426 pts                               | 1 426 pts                               | 1 426 pts                               | Ahmed El-Gendy                                     | 1 417 pts                               | 1 417 pts                               | 1 417 pts                               | 1 417 pts                               |
| Individuel  | Ádám Marosi                                             |                                         |                                         |                                         |                                         | FRPM Aleksandr Lifanov                                       |                                         |                                         |                                         |                                         | Ahmed El-Gendy                                     |                                         |                                         |                                         |                                         |
| Individuel  | Ádám Marosi                                             | 256                                     | 302                                     | 300                                     | 577                                     | FRPM Aleksandr Lifanov                                       | 262                                     | 294                                     | 300                                     | 570                                     | Ahmed El-Gendy                                     | 196                                     | 305                                     | 292                                     | 624                                     |
| Par équipes | Hongrie- Ádám Marosi - Bence Demeter - Richárd Bereczki | 4 185 pts 1 435 pts 1 401 pts 1 349 pts | 4 185 pts 1 435 pts 1 401 pts 1 349 pts | 4 185 pts 1 435 pts 1 401 pts 1 349 pts | 4 185 pts 1 435 pts 1 401 pts 1 349 pts | Allemagne- Fabian Liebig - Patrick Dogue - Marvin Faly Dogue | 4 183 pts 1 409 pts 1 398 pts 1 376 pts | 4 183 pts 1 409 pts 1 398 pts 1 376 pts | 4 183 pts 1 409 pts 1 398 pts 1 376 pts | 4 183 pts 1 409 pts 1 398 pts 1 376 pts | Égypte- Ahmed El-Gendy - Ahmed Hamed - Eslam Hamad | 4 171 pts 1 417 pts 1 412 pts 1 342 pts | 4 171 pts 1 417 pts 1 412 pts 1 342 pts | 4 171 pts 1 417 pts 1 412 pts 1 342 pts | 4 171 pts 1 417 pts 1 412 pts 1 342 pts |
| Relais      | FRPM- Maksim Kouznetsov - Aleksandr Lifanov             | 1 491 pts                               | 1 491 pts                               | 1 491 pts                               | 1 491 pts                               | Corée du Sud- Jun Woong-tae - Jung Jin-hwa                   | 1 486 pts                               | 1 486 pts                               | 1 486 pts                               | 1 486 pts                               | Chine- Han Jiahao - Zhang Linbin                   | 1 482 pts                               | 1 482 pts                               | 1 482 pts                               | 1 482 pts                               |
| Relais      | FRPM- Maksim Kouznetsov - Aleksandr Lifanov             |                                         |                                         |                                         |                                         | Corée du Sud- Jun Woong-tae - Jung Jin-hwa                   |                                         |                                         |                                         |                                         | Chine- Han Jiahao - Zhang Linbin                   |                                         |                                         |                                         |                                         |
| Relais      | FRPM- Maksim Kouznetsov - Aleksandr Lifanov             | 266                                     | 315                                     | 293                                     | 617                                     | Corée du Sud- Jun Woong-tae - Jung Jin-hwa                   | 226                                     | 329                                     | 293                                     | 638                                     | Chine- Han Jiahao - Zhang Linbin                   | 250                                     | 323                                     | 299                                     | 610                                     |

### Femmes
| Épreuve     | Or                                                            | Or                                      | Or                                      | Or                                      | Or                                      | Argent                                                    | Argent                                  | Argent                                  | Argent                                  | Argent                                  | Bronze                                                                  | Bronze                                  | Bronze                                  | Bronze                                  | Bronze                                  |
| Individuel  | Anastasiya Prokopenko                                         | 1 353 pts                               | 1 353 pts                               | 1 353 pts                               | 1 353 pts                               | Élodie Clouvel                                            | 1 341 pts                               | 1 341 pts                               | 1 341 pts                               | 1 341 pts                               | Michelle Gulyas                                                         | 1 339 pts                               | 1 339 pts                               | 1 339 pts                               | 1 339 pts                               |
| Individuel  | Anastasiya Prokopenko                                         |                                         |                                         |                                         |                                         | Élodie Clouvel                                            |                                         |                                         |                                         |                                         | Michelle Gulyas                                                         |                                         |                                         |                                         |                                         |
| Individuel  | Anastasiya Prokopenko                                         | 246                                     | 251                                     | 275                                     | 581                                     | Élodie Clouvel                                            | 220                                     | 292                                     | 286                                     | 543                                     | Michelle Gulyas                                                         | 233                                     | 286                                     | 285                                     | 535                                     |
| Par équipes | Allemagne- Annika Schleu - Rebecca Langrehr - Janine Kohlmann | 3 960 pts 1 330 pts 1 324 pts 1 306 pts | 3 960 pts 1 330 pts 1 324 pts 1 306 pts | 3 960 pts 1 330 pts 1 324 pts 1 306 pts | 3 960 pts 1 330 pts 1 324 pts 1 306 pts | Hongrie- Michelle Gulyas - Tamara Aleksejev - Blanka Guzi | 3 907 pts 1 339 pts 1 288 pts 1 280 pts | 3 907 pts 1 339 pts 1 288 pts 1 280 pts | 3 907 pts 1 339 pts 1 288 pts 1 280 pts | 3 907 pts 1 339 pts 1 288 pts 1 280 pts | Biélorussie- Anastasiya Prokopenko - Volha Silkina - Iryna Prasiantsova | 3 898 pts 1 353 pts 1 282 pts 1 263 pts | 3 898 pts 1 353 pts 1 282 pts 1 263 pts | 3 898 pts 1 353 pts 1 282 pts 1 263 pts | 3 898 pts 1 353 pts 1 282 pts 1 263 pts |
| Relais      | Biélorussie- Iryna Prasiantsova - Volha Silkina               | 1 395 pts                               | 1 395 pts                               | 1 395 pts                               | 1 395 pts                               | FRPM- Uliana Batashova - Gulnaz Gubaydullina              | 1 383 pts                               | 1 383 pts                               | 1 383 pts                               | 1 383 pts                               | Hongrie- Rita Erdős - Sarolta Simon                                     | 1 343 pts                               | 1 343 pts                               | 1 343 pts                               | 1 343 pts                               |
| Relais      | Biélorussie- Iryna Prasiantsova - Volha Silkina               |                                         |                                         |                                         |                                         | FRPM- Uliana Batashova - Gulnaz Gubaydullina              |                                         |                                         |                                         |                                         | Hongrie- Rita Erdős - Sarolta Simon                                     |                                         |                                         |                                         |                                         |
| Relais      | Biélorussie- Iryna Prasiantsova - Volha Silkina               | 246                                     | 294                                     | 300                                     | 555                                     | FRPM- Uliana Batashova - Gulnaz Gubaydullina              | 225                                     | 303                                     | 293                                     | 562                                     | Hongrie- Rita Erdős - Sarolta Simon                                     | 217                                     | 278                                     | 300                                     | 548                                     |

### Mixte
| Épreuve | Or                                       | Or        | Or        | Or        | Or        | Argent                                             | Argent    | Argent    | Argent    | Argent    | Bronze                                      | Bronze    | Bronze    | Bronze    | Bronze    |
| Relais  | Corée du Sud- Seo Chang-wan - Kim Se-hee | 1 432 pts | 1 432 pts | 1 432 pts | 1 432 pts | Biélorussie- Ilya Palazkov - Anastasiya Prokopenko | 1 422 pts | 1 422 pts | 1 422 pts | 1 422 pts | Allemagne- Patrick Dogue - Rebecca Langrehr | 1 415 pts | 1 415 pts | 1 415 pts | 1 415 pts |
| Relais  | Corée du Sud- Seo Chang-wan - Kim Se-hee |           |           |           |           | Biélorussie- Ilya Palazkov - Anastasiya Prokopenko |           |           |           |           | Allemagne- Patrick Dogue - Rebecca Langrehr |           |           |           |           |
| Relais  | Corée du Sud- Seo Chang-wan - Kim Se-hee | 244       | 306       | 300       | 582       | Biélorussie- Ilya Palazkov - Anastasiya Prokopenko | 207       | 301       | 300       | 614       | Allemagne- Patrick Dogue - Rebecca Langrehr | 210       | 310       | 300       | 595       |

## Résultats détaillés

### Individuel hommes
| Rang                      | Équipe                 | Escrime | Escrime | Escrime | Natation      | Natation | Natation | Équitation | Équitation | Équitation | Combiné        | Combiné | Combiné | Total |
| Rang                      | Équipe                 | V/D     | Pts     | R       | Temps         | Pts      | R        | Déd.       | Pts        | R          | Temps          | Pts     | R       | Total |
| ------------------------- | ---------------------- | ------- | ------- | ------- | ------------- | -------- | -------- | ---------- | ---------- | ---------- | -------------- | ------- | ------- | ----- |
| Médaille d'or, monde      | Ádám Marosi            | 26/9    | 256     | 2       | 2 min 4 s 36  | 302      | 11       | 0          | 300        | 1          | 12 min 3 s 50  | 577     | 19      | 1 435 |
| Médaille d'argent, monde  | FRPM Aleksandr Lifanov | 27/8    | 262     | 1       | 2 min 8 s 28  | 294      | 23       | 0          | 300        | 1          | 12 min 10 s 30 | 570     | 25      | 1 426 |
| Médaille de bronze, monde | Ahmed El-Gendy         | 16/19   | 196     | 23      | 2 min 2 s 68  | 305      | 5        | 8          | 292        | 14         | 11 min 16 s 90 | 624     | 1       | 1 417 |
| 4                         | Ahmed Hamed            | 21/14   | 227     | 10      | 2 min 13 s 05 | 284      | 34       | 3          | 297        | 11         | 11 min 36 s 13 | 604     | 4       | 1 412 |
| 5                         | Fabian Liebig          | 19/16   | 217     | 12      | 2 min 7 s 30  | 296      | 18       | 0          | 300        | 1          | 11 min 44 s 10 | 596     | 10      | 1 409 |
| 6                         | Jun Woong-tae          | 19/16   | 214     | 14      | 2 min 2 s 33  | 306      | 3        | 16         | 284        | 26         | 11 min 37 s 00 | 603     | 5       | 1 407 |
| 7                         | Ilya Palazkov          | 24/11   | 244     | 5       | 2 min 5 s 34  | 300      | 14       | 14         | 286        | 24         | 12 min 5 s 70  | 575     | 22      | 1 405 |
| 8                         | Seo Chang-wan          | 21/14   | 228     | 8       | 2 min 5 s 14  | 300      | 13       | 27         | 273        | 29         | 11 min 38 s 10 | 607     | 7       | 1 403 |
| 9                         | Bence Demeter          | 22/13   | 233     | 6       | 2 min 3 s 14  | 304      | 6        | 41         | 259        | 33         | 11 min 35 s 20 | 605     | 3       | 1 401 |
| 10                        | Patrick Dogue          | 19/16   | 214     | 13      | 2 min 6 s 85  | 297      | 17       | 28         | 272        | 30         | 11 min 25 s 10 | 615     | 2       | 1 398 |

### Relais hommes
Seconde épreuve des championnats, le relais masculin voit s'affronter 14 équipes. L'équipe russe, pourtant constituée de remplaçants, l'emporte face à la Corée du Sud et sa meilleure équipe possible en capitalisant sur une excellente escrime qui les voit prendre 40 points d'avance sur les Coréens. Bien placée avec deux secondes de retard sur la Russie avant le combiné, l'équipe de Chine est finalement dépassée par la Corée du Sud mais assure la troisième place.
| Rang                      | Équipe       | Escrime | Escrime | Escrime | Natation      | Natation | Natation | Équitation | Équitation | Équitation | Combiné        | Combiné | Combiné | Total |
| Rang                      | Équipe       | V/D     | Pts     | R       | Temps         | Pts      | R        | Déd.       | Pts        | R          | Temps          | Pts     | R       | Total |
| ------------------------- | ------------ | ------- | ------- | ------- | ------------- | -------- | -------- | ---------- | ---------- | ---------- | -------------- | ------- | ------- | ----- |
| Médaille d'or, monde      | FRPM         | 20/6    | 266     | 1       | 1 min 57 s 53 | 315      | 12       | 7          | 293        | 9          | 11 min 23 s 00 | 617     | 8       | 1 491 |
| Médaille d'argent, monde  | Corée du Sud | 15/11   | 226     | 4       | 1 min 50 s 82 | 329      | 1        | 7          | 293        | 9          | 11 min 2 s 00  | 638     | 4       | 1 486 |
| Médaille de bronze, monde | Chine        | 18/8    | 250     | 2       | 1 min 53 s 68 | 323      | 4        | 1          | 299        | 6          | 11 min 30 s 00 | 610     | 9       | 1 482 |
| 4                         | France       | 11/15   | 195     | 9       | 1 min 53 s 70 | 323      | 5        | 3          | 297        | 7          | 10 min 45 s 00 | 655     | 1       | 1 470 |
| 5                         | Hongrie      | 13/13   | 210     | 7       | 1 min 57 s 86 | 315      | 13       | 7          | 293        | 9          | 10 min 57 s 00 | 643     | 2       | 1 461 |
| 6                         | Mexique      | 17/9    | 235     | 3       | 1 min 58 s 19 | 322      | 14       | 4          | 296        | 8          | 11 min 35 s 00 | 605     | 11      | 1 450 |
| 7                         | Italie       | 14/12   | 218     | 5       | 1 min 55 s 86 | 319      | 10       | 7          | 293        | 9          | 11 min 21 s 00 | 619     | 7       | 1 449 |
| 8                         | États-Unis   | 12/14   | 203     | 8       | 1 min 51 s 66 | 327      | 3        | 21         | 279        | 13         | 11 min 1 s 00  | 639     | 3       | 1 448 |
| 9                         | Tchéquie     | 10/16   | 186     | 12      | 1 min 54 s 23 | 322      | 6        | 0          | 300        | 1          | 11 min 10 s 00 | 630     | 6       | 1 438 |
| 10                        | Biélorussie  | 13/13   | 214     | 6       | 1 min 51 s 31 | 328      | 2        | 0          | 300        | 1          | 11 min 46 s 00 | 594     | 14      | 1 436 |

### Individuel femmes
L'épreuve individuelle féminine s'est déroulée les 11 et 12 juin, en troisième position dans le calendrier des championnats. La Biélorussie conserve ce titre pour la troisième édition consécutive avec le second titre personnel d'Anastasiya Prokopenko en l'absence de favorites telles que Kate French et Marie Oteiza, gagnantes de 3 des 4 épreuves de la coupe du monde à elles deux. Malgré deux performances autour de la 30e place, Prokopenko domine l'épreuve d'escrime et survole le combiné pour s'imposer avec une petite marge d'avance sur Élodie Clouvel qui a battu au sprint Michelle Gulyas pour l'argent. Les trois athlètes obtiennent ainsi une qualification pour les Jeux olympiques. 
Les Allemandes, pas récompensées en individuel, réalisent toutefois un tir groupé dans le top 10 qui leur vaut une médaille d'or par équipes en additionnant les trois meilleures performances. La Hongrie et la Biélorussie, plus inégales en performance, complètent le podium loin derrière l'équipe d'Allemagne. 
| Rang                      | Équipe                | Escrime | Escrime | Escrime | Natation      | Natation | Natation | Équitation | Équitation | Équitation | Combiné        | Combiné | Combiné | Total |
| Rang                      | Équipe                | V/D     | Pts     | R       | Temps         | Pts      | R        | Déd.       | Pts        | R          | Temps          | Pts     | R       | Total |
| ------------------------- | --------------------- | ------- | ------- | ------- | ------------- | -------- | -------- | ---------- | ---------- | ---------- | -------------- | ------- | ------- | ----- |
| Médaille d'or, monde      | Anastasiya Prokopenko | 24/11   | 246     | 1       | 2 min 29 s 79 | 251      | 35       | 25         | 275        | 30         | 11 min 59 s 80 | 581     | 1       | 1 353 |
| Médaille d'argent, monde  | Élodie Clouvel        | 20/15   | 220     | 8       | 2 min 9 s 48  | 292      | 1        | 14         | 286        | 17         | 12 min 37 s 10 | 543     | 6       | 1 341 |
| Médaille de bronze, monde | Michelle Gulyas       | 22/13   | 233     | 3       | 2 min 12 s 27 | 286      | 4        | 15         | 285        | 21         | 12 min 45 s 60 | 535     | 10      | 1 339 |
| 4                         | Annika Schleu         | 19/16   | 214     | 14      | 2 min 20 s 27 | 270      | 15       | 7          | 293        | 9          | 12 min 27 s 90 | 553     | 4       | 1 330 |
| 5                         | Elena Micheli         | 19/16   | 214     | 13      | 2 min 12 s 65 | 285      | 5        | 14         | 286        | 18         | 12 min 41 s 00 | 539     | 8       | 1 324 |
| 6                         | Rebecca Langrehr      | 21/14   | 227     | 5       | 2 min 21 s 76 | 267      | 22       | 7          | 293        | 13         | 12 min 43 s 60 | 537     | 9       | 1 324 |
| 7                         | Tamara Vega           | 19/16   | 214     | 15      | 2 min 20 s 27 | 270      | 16       | 3          | 297        | 5          | 12 min 38 s 60 | 542     | 7       | 1 323 |
| 8                         | Iryna Khokhlova       | 21/14   | 227     | 7       | 2 min 21 s 52 | 267      | 21       | 2          | 298        | 4          | 13 min 0 s 20  | 520     | 14      | 1 312 |
| 9                         | Janine Kohlmann       | 20/15   | 220     | 9       | 2 min 19 s 98 | 271      | 14       | 0          | 300        | 1          | 13 min 5 s 30  | 515     | 16      | 1 306 |
| 10                        | Laura Asadauskaitė    | 18/17   | 212     | 17      | 2 min 20 s 98 | 269      | 18       | 45         | 255        | 35         | 12 min 13 s 30 | 567     | 2       | 1 303 |

### Relais femmes
Le relais féminin est la première épreuve disputée. Onze équipes seulement se disputent le titre, beaucoup d'équipes ou de pentathloniennes ayant choisi de faire l'impasse sur ces championnats à deux mois des Jeux olympiques. La Biélorussie et la Russie, sous la bannière de la fédération nationale, ayant aligné leurs meilleures équipes, se partagent logiquement les deux premières places. La Hongrie complète le podium avec 40 points de retard sur les russes, soit 40 secondes de retard sur la ligne d'arrivée.
| Rang                      | Équipe       | Escrime | Escrime | Escrime | Natation      | Natation | Natation | Équitation | Équitation | Équitation | Combiné        | Combiné | Combiné | Total |
| Rang                      | Équipe       | V/D     | Pts     | R       | Temps         | Pts      | R        | Déd.       | Pts        | R          | Temps          | Pts     | R       | Total |
| ------------------------- | ------------ | ------- | ------- | ------- | ------------- | -------- | -------- | ---------- | ---------- | ---------- | -------------- | ------- | ------- | ----- |
| Médaille d'or, monde      | Biélorussie  | 27/13   | 246     | 2       | 2 min 8 s 15  | 294      | 3        | 0          | 300        | 1          | 12 min 25 s 00 | 555     | 2       | 1 395 |
| Médaille d'argent, monde  | FRPM         | 23/17   | 225     | 3       | 2 min 3 s 77  | 303      | 1        | 7          | 293        | 3          | 12 min 18 s 00 | 562     | 1       | 1 383 |
| Médaille de bronze, monde | Hongrie      | 21/19   | 217     | 4       | 2 min 16 s 19 | 278      | 10       | 0          | 300        | 1          | 12 min 32 s 00 | 548     | 3       | 1 343 |
| 4                         | Mexique      | 15/25   | 187     | 9       | 2 min 8 s 54  | 293      | 5        | 10         | 290        | 4          | 12 min 40 s 00 | 540     | 4       | 1 310 |
| 5                         | Corée du Sud | 29/11   | 257     | 1       | 2 min 8 s 54  | 294      | 4        | 40         | 260        | 6          | 13 min 31 s 00 | 489     | 10      | 1 300 |
| 6                         | Ukraine      | 21/19   | 215     | 7       | 2 min 6 s 45  | 298      | 2        | 16         | 284        | 5          | 13 min 28 s 00 | 492     | 9       | 1 289 |
| 7                         | Italie       | 21/19   | 216     | 6       | 2 min 8 s 86  | 293      | 6        | 53         | 247        | 7          | 12 min 56 s 00 | 524     | 7       | 1 280 |
| 8                         | Tchéquie     | 21/19   | 217     | 4       | 2 min 10 s 28 | 290      | 7        | 97         | 203        | 8          | 12 min 57 s 00 | 523     | 8       | 1 233 |
| 9                         | Allemagne    | 13/27   | 175     | 10      | 2 min 16 s 70 | 277      | 11       | EL         | 0          | 9          | 12 min 46 s 00 | 5       | 534     | 986   |
| 10                        | États-Unis   | 10/30   | 161     | 11      | 2 min 15 s 81 | 279      | 9        | EL         | 0          | 9          | 12 min 48 s 00 | 532     | 6       | 972   |

### Relais mixte
15 équipes se disputent les ultimes médailles de ce championnat lors du relais mixte. La Corée du Sud l'emporte grâce à leur parcours d'escrime et un sans-faute en équitation. L'équipe russe, bien placée pour disputer la médaille d'or aux Coréens, est éliminée lors de l'épreuve d'équitation et choisit d'abandonner. Deux autres équipes, dont le pays hôte, ont abandonné avant la fin du pentathlon.
| Rang                      | Équipe       | Escrime | Escrime | Escrime | Natation      | Natation | Natation | Équitation | Équitation | Équitation | Combiné        | Combiné | Combiné | Total |
| Rang                      | Équipe       | V/D     | Pts     | R       | Temps         | Pts      | R        | Déd.       | Pts        | R          | Temps          | Pts     | R       | Total |
| ------------------------- | ------------ | ------- | ------- | ------- | ------------- | -------- | -------- | ---------- | ---------- | ---------- | -------------- | ------- | ------- | ----- |
| Médaille d'or, monde      | Corée du Sud | 19/9    | 244     | 1       | 2 min 2 s 12  | 306      | 7        | 0          | 300        | 1          | 11 min 58 s 00 | 582     | 6       | 1 432 |
| Médaille d'argent, monde  | Biélorussie  | 14/14   | 207     | 8       | 2 min 4 s 87  | 301      | 10       | 0          | 300        | 1          | 11 min 26 s 00 | 614     | 1       | 1 422 |
| Médaille de bronze, monde | Allemagne    | 15/13   | 210     | 5       | 2 min 0 s 37  | 310      | 4        | 0          | 300        | 1          | 11 min 45 s 90 | 595     | 4       | 1 415 |
| 4                         | Ukraine      | 16/12   | 218     | 4       | 2 min 5 s 85  | 299      | 12       | 7          | 293        | 5          | 11 min 46 s 00 | 604     | 3       | 1 409 |
| 5                         | Lituanie     | 15/13   | 210     | 7       | 1 min 55 s 99 | 319      | 1        | 14         | 286        | 10         | 11 min 46 s 00 | 594     | 5       | 1 409 |
| 6                         | Italie       | 18/10   | 235     | 2       | 2 min 0 s 42  | 310      | 5        | 7          | 293        | 5          | 12 min 17 s 00 | 563     | 10      | 1 401 |
| 7                         | Hongrie      | 10/18   | 171     | 14      | 1 min 59 s 17 | 312      | 3        | 0          | 300        | 1          | 11 min 32 s 00 | 608     | 2       | 1 377 |
| 8                         | Géorgie      | 15/13   | 210     | 6       | 2 min 7 s 64  | 295      | 15       | 7          | 293        | 5          | 12 min 1 s 00  | 579     | 7       | 1 377 |
| 9                         | Pologne      | 14/14   | 202     | 9       | 2 min 3 s 59  | 303      | 8        | 7          | 293        | 5          | 12 min 44 s    | 536     | 11      | 1 334 |
| 10                        | Ouzbékistan  | 13/15   | 195     | 11      | 2 min 3 s 72  | 303      | 9        | 14         | 286        | 10         | 12 min 45 s 00 | 543     | 12      | 1 319 |

## Tableau des médailles
Pays organisateur
| Rang  | Nation       | Or | Argent | Bronze | Total |
| ----- | ------------ | -- | ------ | ------ | ----- |
| 1     | Hongrie      | 2  | 1      | 2      | 5     |
| 2     | Biélorussie  | 2  | 1      | 1      | 4     |
| 3     | FRPM         | 1  | 2      | 0      | 3     |
| 4     | Allemagne    | 1  | 1      | 1      | 3     |
| 5     | Corée du Sud | 1  | 1      | 0      | 2     |
| 6     | France       | 0  | 1      | 0      | 1     |
| 7     | Égypte       | 0  | 0      | 2      | 2     |
| 8     | Chine        | 0  | 0      | 1      | 1     |
| Total | Total        | 7  | 7      | 7      | 21    |